# A Lyga 1995-96
La A Lyga 1995-96 fue la sexta temporada del torneo de fútbol más importante de Lituania desde su independencia de la Unión Soviética y que contó con la participación de 15 equipos.
El Inkaras-Grifas Kaunas gana su segundo título de manera consecutiva.

## Primera Ronda

### Clasificación
| Pos. | Equipo         | Pts. | PJ | G  | E | P  | GF | GC | Dif. | Clasificación       |
| ---- | -------------- | ---- | -- | -- | - | -- | -- | -- | ---- | ------------------- |
| 1    | Žalgiris       | 40   | 14 | 13 | 1 | 0  | 63 | 7  | +56  | Ronda de Campeonato |
| 2    | Inkaras-Grifas | 38   | 14 | 12 | 2 | 0  | 37 | 7  | +30  | Ronda de Campeonato |
| 3    | Kareda-Sakalas | 33   | 14 | 11 | 0 | 3  | 35 | 10 | +25  | Ronda de Campeonato |
| 4    | Aras           | 31   | 14 | 10 | 1 | 3  | 31 | 10 | +21  | Ronda de Campeonato |
| 5    | FBK Kaunas     | 28   | 14 | 9  | 1 | 4  | 33 | 15 | +18  | Ronda de Campeonato |
| 6    | Panerys        | 24   | 14 | 8  | 0 | 6  | 28 | 16 | +12  | Ronda de Campeonato |
| 7    | Ekranas        | 20   | 14 | 6  | 2 | 6  | 29 | 25 | +4   | Ronda de Campeonato |
| 8    | Žalgiris-2     | 18   | 14 | 5  | 3 | 6  | 22 | 21 | +1   | Ronda de Campeonato |
| 9    | JR Klaipėda    | 16   | 14 | 5  | 1 | 8  | 12 | 25 | −13  | Ronda de Descenso   |
| 10   | Banga          | 12   | 14 | 3  | 3 | 8  | 14 | 33 | −19  | Ronda de Descenso   |
| 11   | Lokomotyvas    | 12   | 14 | 3  | 3 | 8  | 13 | 25 | −12  | Ronda de Descenso   |
| 12   | Tauras         | 10   | 14 | 3  | 1 | 10 | 8  | 45 | −37  | Ronda de Descenso   |
| 13   | Mastis         | 9    | 14 | 2  | 3 | 9  | 15 | 40 | −25  | Ronda de Descenso   |
| 14   | Ukmergė        | 9    | 14 | 2  | 3 | 9  | 7  | 34 | −27  | Ronda de Descenso   |
| 15   | Alsa-Panerys   | 3    | 14 | 1  | 0 | 13 | 4  | 38 | −34  | Ronda de Descenso   |

 Fuente: RSSSF.com

### Resultados
| Local \ Visitante | ALS | ARA | BAN | EKR | FBK | INK | KLA | KAR | LOK | MAS | PAN | TAU | UKM | ŽAL  | ŽL2 |
| ----------------- | --- | --- | --- | --- | --- | --- | --- | --- | --- | --- | --- | --- | --- | ---- | --- |
| Alsa-Panerys      |     |     | 2–1 |     |     | 0–1 |     | 1–3 |     | 0–6 | 0–2 |     | 0–2 |      | 0–3 |
| Aras              | 1–0 |     |     |     | 2–0 | 1–2 |     |     | 0–0 |     |     | 5–0 | 4–0 |      | 1–0 |
| Banga             |     | 0–3 |     |     |     | 2–4 |     | 0–5 |     | 1–1 |     | 1–1 | 2–1 |      | 2–1 |
| Ekranas           | 3–0 | 2–1 | 3–2 |     |     |     |     |     | 3–2 | 2–0 |     | 7–0 |     |      | 2–2 |
| FBK Kaunas        | 2–0 |     | 3–0 | 3–1 |     |     | 1–2 |     | 3–0 |     | 2–1 |     |     | 1–2  |     |
| Inkaras-Grifas    |     |     |     | 2–1 | 0–0 |     | 2–0 | 3–1 |     | 5–1 | 3–0 |     |     | 0–0  |     |
| JR Klaipėda       | 2–0 | 0–5 | 1–1 | 2–1 |     |     |     |     | 1–2 |     | 0–3 | 2–0 |     |      |     |
| Kareda-Sakalas    |     | 0–2 |     | 2–1 | 3–2 |     | 3–0 |     |     |     | 2–0 |     | 2–0 | 0–1  |     |
| Lokomotyvas       | 2–1 |     | 1–2 |     |     | 1–3 |     | 0–1 |     |     | 0–2 |     | 0–0 |      | 1–1 |
| Mastis            |     | 1–3 |     |     | 1–4 |     | 0–1 | 0–4 | 1–2 |     |     |     | 0–0 | 1–14 |     |
| Panerys           |     | 0–2 | 3–0 | 2–1 |     |     |     |     |     | 2–0 |     | 6–0 |     | 2–3  | 1–3 |
| Tauras            | 1–0 |     |     |     | 2–4 | 0–4 |     | 0–6 | 2–0 | 0–1 |     |     | 2–0 |      |     |
| Ukmergė           |     |     |     | 2–2 | 0–2 | 0–6 | 2–1 |     |     |     | 0–4 |     |     | 0–4  | 0–5 |
| Žalgiris          | 9–0 | 5–1 | 4–0 | 5–0 |     |     | 3–0 |     | 5–2 |     |     | 7–0 |     |      |     |
| Žalgiris-2        |     |     |     |     | 1–6 | 0–2 | 2–0 | 0–3 |     | 2–2 |     | 2–0 |     | 0–1  |     |

## Ronda de Campeonato

### Clasificación
| Pos. | Equipo             | Pts. | PJ | G  | E | P  | GF | GC | Dif. | Clasificación                         |
| ---- | ------------------ | ---- | -- | -- | - | -- | -- | -- | ---- | ------------------------------------- |
| 1    | Inkaras-Grifas (C) | 56   | 14 | 12 | 1 | 1  | 30 | 2  | +28  | Ronda Preliminar UEFA Cup             |
| 2    | Kareda-Sakalas     | 52   | 14 | 11 | 2 | 1  | 32 | 7  | +25  | Ronda Clasificatoria Cup Winners' Cup |
| 3    | Žalgiris           | 50   | 14 | 9  | 3 | 2  | 43 | 15 | +28  | Ronda Preliminar UEFA Cup             |
| 4    | FBK Kaunas         | 31   | 14 | 5  | 2 | 7  | 15 | 20 | −5   | Fase de Grupos Intertoto Cup          |
| 5    | Panerys            | 29   | 14 | 5  | 2 | 7  | 12 | 31 | −19  |                                       |
| 6    | Atlantas           | 25   | 14 | 2  | 3 | 9  | 11 | 24 | −13  |                                       |
| 7    | Ekranas            | 19   | 14 | 1  | 6 | 7  | 10 | 21 | −11  |                                       |
| 8    | Žalgiris-2         | 12   | 14 | 0  | 3 | 11 | 6  | 39 | −33  |                                       |

 Fuente: RSSSF.com

### Resultados
| Local \ Visitante | ARA | EKR | FBK | INK | KAR | PAN | ŽAL | ŽL2 |
| ----------------- | --- | --- | --- | --- | --- | --- | --- | --- |
| Aras              |     | 1–1 | 1–3 | 0–2 | 0–1 | 1–2 | 3–4 | 2–0 |
| Ekranas           | 0–1 |     | 2–2 | 0–2 | 0–1 | 1–0 | 1–1 | 1–1 |
| FBK Kaunas        | 1–0 | 1–1 |     | 0–1 | 0–1 | 1–0 | 0–1 | 2–0 |
| Inkaras-Grifas    | 1–0 | 2–0 | 2–0 |     | 0–0 | 4–0 | 2–0 | 5–0 |
| Kareda-Sakalas    | 3–0 | 3–1 | 5–2 | 1–0 |     | 4–1 | 1–1 | 3–0 |
| Panerys           | 1–1 | 1–0 | 2–1 | 0–3 | 0–7 |     | 2–2 | 1–0 |
| Žalgiris          | 5–1 | 3–0 | 3–0 | 1–3 | 2–1 | 5–0 |     | 9–1 |
| Žalgiris-2        | 0–0 | 2–2 | 1–2 | 0–3 | 0–1 | 1–2 | 0–6 |     |

## Ronda de Descenso

### Clasificación
| Pos. | Equipo           | Pts. | PJ | G | E | P | GF | GC | Dif. | Descenso             |
| ---- | ---------------- | ---- | -- | - | - | - | -- | -- | ---- | -------------------- |
| 9    | Banga            | 32   | 12 | 8 | 2 | 2 | 17 | 11 | +6   |                      |
| 10   | Lokomotyvas      | 30   | 12 | 8 | 0 | 4 | 24 | 11 | +13  |                      |
| 11   | Tauras           | 26   | 12 | 5 | 6 | 1 | 9  | 3  | +6   |                      |
| 12   | Ukmergė          | 22   | 12 | 5 | 2 | 5 | 18 | 15 | +3   |                      |
| 13   | Mastis           | 16   | 12 | 2 | 5 | 5 | 13 | 14 | −1   |                      |
| 14   | Alsa-Panerys (D) | 14   | 12 | 2 | 6 | 4 | 9  | 10 | −1   | Relegation to 1 Lyga |
| 15   | JR Klaipėda (D)  | 11   | 12 | 0 | 3 | 9 | 3  | 29 | −26  | Relegation to 1 Lyga |

 Fuente: RSSSF.com

### Results
| Local \ Visitante | ALS | BAN | KLA | LOK | MAS | TAU | UKM |
| ----------------- | --- | --- | --- | --- | --- | --- | --- |
| Alsa-Panerys      |     | 0–0 | 1–1 | 0–1 | 1–1 | 0–1 | 2–1 |
| Banga             | 2–1 |     | 1–0 | 3–2 | 1–1 | 1–0 | 1–0 |
| JR Klaipėda       | 0–2 | 0–1 |     | 0–5 | 0–5 | 0–0 | 0–2 |
| Lokomotyvas       | 1–0 | 1–2 | 4–1 |     | 2–0 | 0–1 | 4–1 |
| Mastis            | 0–0 | 0–3 | 3–0 | 1–3 |     | 1–1 | 0–1 |
| Tauras            | 1–1 | 1–0 | 0–0 | 2–0 | 0–0 |     | 2–0 |
| Ukmergė           | 1–1 | 5–2 | 5–1 | 0–1 | 2–1 | 0–0 |     |